# Magic Juan
John Wilson, (Nueva York; 27 de julio de 1971), más conocido como Magic Juan, es un cantautor, compositor y productor estadounidense de ascendencia dominicana, conocido en gran parte de Latinoamérica con el apodo de el Negrito del Swing, por haber sido el vocalista de la agrupación Proyecto Uno.

## Biografía
Magic Juan nació el 27 de julio de 1971 en Nueva York, pero se crío en Teaneck, Nueva Jersey. Hijo de padres dominicanos, el padre John Wilson, médico y la madre  una ejecutiva de ventas de bienes raíces.
A la edad de diez años se unió al coro de la escuela y comenzó a tocar el piano, la guitarra, y a tomar clases de batería fuera de la escuela. Sus padres se mostraron escépticos acerca de si se quedaría o no con la música, pero después de que Juan había ganado algunos concursos de talentos se dieron cuenta de que eso era lo de él. Para alejarlo de las calles, sus padres le compraron algunos equipos de grabación. Juan pasaba sus días después de la escuela escribiendo canciones, rapeando, grabando y sampleando. Magic Juan fue uno de los mejores intérpretes y compositores de merenguehouse de los 90 ganando así diferentes premios internacionales.
Productor, compositor e intérprete de clásicos Mundiales, Magic Juan se ha presentado en los cinco continentes y ya suma más de 5 mil conciertos a lo largo de su carrera.
También conocido como “El Negrito del Swing¨,  que formó parte de la extinta Agrupación Proyecto Uno desde 1.990 hasta el año 2.000 y que como Solista tiene Cuatro Producciones Discográficas.

## Vida Profesional

### Proyecto Uno
Después de la secundaria tenía pensado estudiar marketing pero recibió la oferta para unirse a Proyecto Uno, una banda de merenguehouse con fuertes influencias de hip hop, entonces decidió no asistir a la universidad para dedicarse al mundo de la música. Su rap bilingüe Brinca, un sencillo que llegó al número uno en más de ocho países de América del Sur. Proyecto Uno llegó a vender más de tres millones de álbumes en todo el mundo.

### Solista
Juan se lanza a grabar su material en solitario. En 2003 debutó con el sencillo "La Prueba". En 2004 lanza "Libertad" un sencillo de su álbum Remix y de doble CD, "Inevitable".
En junio de 2009, Magic lanza su tercer álbum como llamado The Sure Bet (La apuesta segura). El primer sencillo del álbum fue "Baby Come Back", un remix de la canción original del grupo de rock Player del año 1977.
En 2024 lanza su cuarta producción como solista en más de una década con el título Superhéroe Merengue en la que tiene invitados especiales como Ñejo, Reykon, Frankie J, Toño Rosario, Shelow Shaq, Kiko el Crazy, el dúo Mach & Daddy, entre otros. Muchos especialistas ya lo han denominado como el rescate del género. Este álbum también goza de la colaboración de dos de sus excompañeros de Proyecto Uno que son Erik Morales y Johnny Salgado en la canción "Borra mi mensaje" en la cual se rescata parte de la esencia de la era dorada de la anteriormente mencionada agrupación a pesar de la ausencia de su fundador Nelson Zapata quien en reiteradas ocasiones ha negado intención alguna de reunirse con sus excompañeros.

### Colaboraciones
Trabajó con el multi-ganador del Grammy, Tito Puente. También con Milly Quezada, Kinito Méndez, Reel 2 Real, Christopher Williams, King Changó y el legendario productor de Hip Hop Marley Marl. Magic se ha presentado con Ricky Martin, Enrique Iglesias, Ilegales, A Tribe Called Quest, Puff Daddy, Busta Rhymes, Eddy Herrera y Kiruba. En 1999 creó "Flia Entertainment", firmando talentos para el desarrollo local.

### Premiaciones
Premios  Obtenidos Latin Billboards, Premio Lo Nuestro, Premios Ascap, premios BM entre otros sumando los 10 Millones de Discos Vendidos y Tres billones de streams en las diferentes plataformas. 

## Reconocimientos
En 1999, recibió un reconocimiento de la revista The Source, describiendo su presentación como el momento más excitante del espectáculo, con la interpretación de la canción "Se Acabó", junto con los BeatNuts.

## Publicidad
Juan tiene una campaña nacional de televisión de la marca de ropa Willie Esco junto a Nas y Chico DeBarge.

## Vida Personal
En enero de 2009 a Magic Juan lo ingresaron en el Columbia Presbyterian Hospital de New York, por un sangrado interno debido a una úlcera estomacal.

## Discografía
| Año de publicación | Título                                       |
| 1991               | Hokus Pokus: Give Me World                   |
| 2000               | Flia: The Album                              |
| 2003               | La Prueba                                    |
| 2004               | El Duro                                      |
| 2004               | Inevitable                                   |
| 2004               | Libertad: The Magic Juan Street Mix Jump Off |
| 2007               | Quiscalle                                    |
| 2009               | The Sure Bet                                 |
| 2024               | Superheroe                                   |